# Airbus A300
Airbus A300 je dvoumotorový proudový širokotrupý dopravní letoun vyvinutý a vyráběný společností Airbus. V září 1967 podepsali letečtí výrobci Spojeného království, Francie a západního Německa memorandum o porozumění pro vývoj velkého dopravního letadla. Německo a Francie dosáhly dohody 29. května 1969 poté, co Británie z projektu 10. dubna 1969 odstoupila. Evropský letecký výrobce Airbus Industrie byl formálně založen 18. prosince 1970, aby letoun vyvíjel a vyráběl. Prototyp poprvé vzlétl 28. října 1972.
Jedná se o první širokotrupý evropský letoun vůbec. Obvykle pojme 247 cestujících ve dvou třídách s doletem 5 375 až 7 500 km (2 900 až 4 050 nmi). Počáteční varianty byly poháněny dvouproudovými motory CF6-50 nebo JT9D a mají tříčlennou posádku. Vylepšený A300-600 má dvoučlennou pilotní kabinu a modernizované motory GE CF6-80 nebo PW4000. K prvnímu letu došlo 8. července 1983 a do služby vstoupil ještě tentýž rok. A300 také posloužil jako základ pro menší typ A310 (první let v roce 1982) a byl upravován i jako nákladní verze. Jeho trup se také stal základem pro větší A340 (1991) a A330 (1992). Je také základem letounu pro nadměrné náklady Airbus Beluga (1994).
První provozovatel Air France tento typ představil 30. května 1974. Po zpočátku omezené poptávce se prodeje zvýšily, jelikož se typ osvědčil už na začátku služby, čímž začaly tři desítky let trvalých objednávek. Má podobnou kapacitu jako Boeing 767-300, který byl představen v roce 1986, ale postrádá dolet verze 767-300ER. Během 90. let se stal A300 populárním u nákladních přepravců, ať už šlo o přestavby osobních dopravních letadel nebo jako původní konstrukce. Výroba skončila v červenci 2007, po 561 vyrobených letounech.

## Vývoj

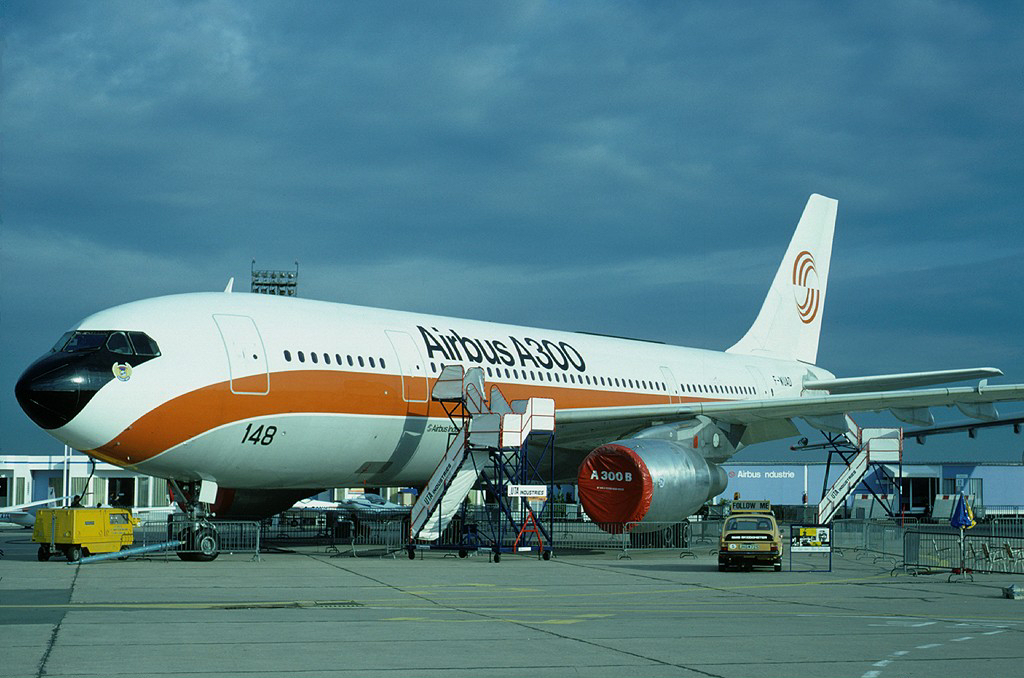
A300 na letišti Le Bourget v roce 1977

V červnu 1965 se na aerosalónu v Paříži sešli zástupci leteckého průmyslu Francie a Západního Německa, aby projednali možnost společného vývoje velkokapacitního letounu pro krátké a střední tratě. V červenci se pak v Západním Německu ustavila ze zástupců společností Bölkov/Siebel, Dornier, HFB, Messerschmitt, Union Süd a VFW studijní skupina pro vývoj nového dopravního letounu, Studiengruppe Airbus.
Požadavky na nový evropský dopravní letoun byly dále projednávány na konferenci dopravních společností v Londýně v říjnu 1965. Konference přispěla ke sblížení zástupců britských a francouzských vládních i průmyslových kruhů a obě země začaly úzce spolupracovat. Západoněmecký partner se mezitím přeorganizoval na Arbeitsgemeinschaft Airbus, který se do projektu zapojil na státní úrovni až v lednu 1966.
Pro práci na projektu byly utvořeny dvě skupiny. Hawker Siddeley společně s firmou Breguet a Nord Aviation vypracovávaly projekty pod označením HBN, zatímco Sud Aviation společně s British Aircraft Corporation rozpracovávaly projekt Galion. Jako vítězný byl nakonec vybrán projekt HBN-100 a francouzská vláda pověřila garantem celého programu firmu Sud Aviation s britským partnerem Hawker Siddeley. V září 1966 se společně sešli s třetím partnerem Arbeitsgemeinschaft Airbus.
V březnu 1969 britská vláda odstoupila z celého projektu pro neshody kvůli plánovaným pohonným jednotkám, avšak Hawker Siddeley nadále plnil své závazky jako soukromá firma. Po odchodu Velké Británie se celé sdružení reorganizovalo. V prosinci 1970 se v Paříži utvořila mezinárodní společnost Airbus Industrie se dvěma hlavními podílníky. Francouzská Aérospatiale jako nástupce Sud Aviation a Deutsche Airbus sdružující Messerschmitt-Bölkow-Blohm (MBB) a VFW-Fokker. Dalším podílníkem se stalo Nizozemsko s pracovním zástupcem Fokker/VFW a španělská CASA. Podvozek byl společnou konstrukcí firem Messier a Hispano, motory pak francouzské SNECMA a MAN-Turbo z tehdejšího Západního Německa.

## Služba

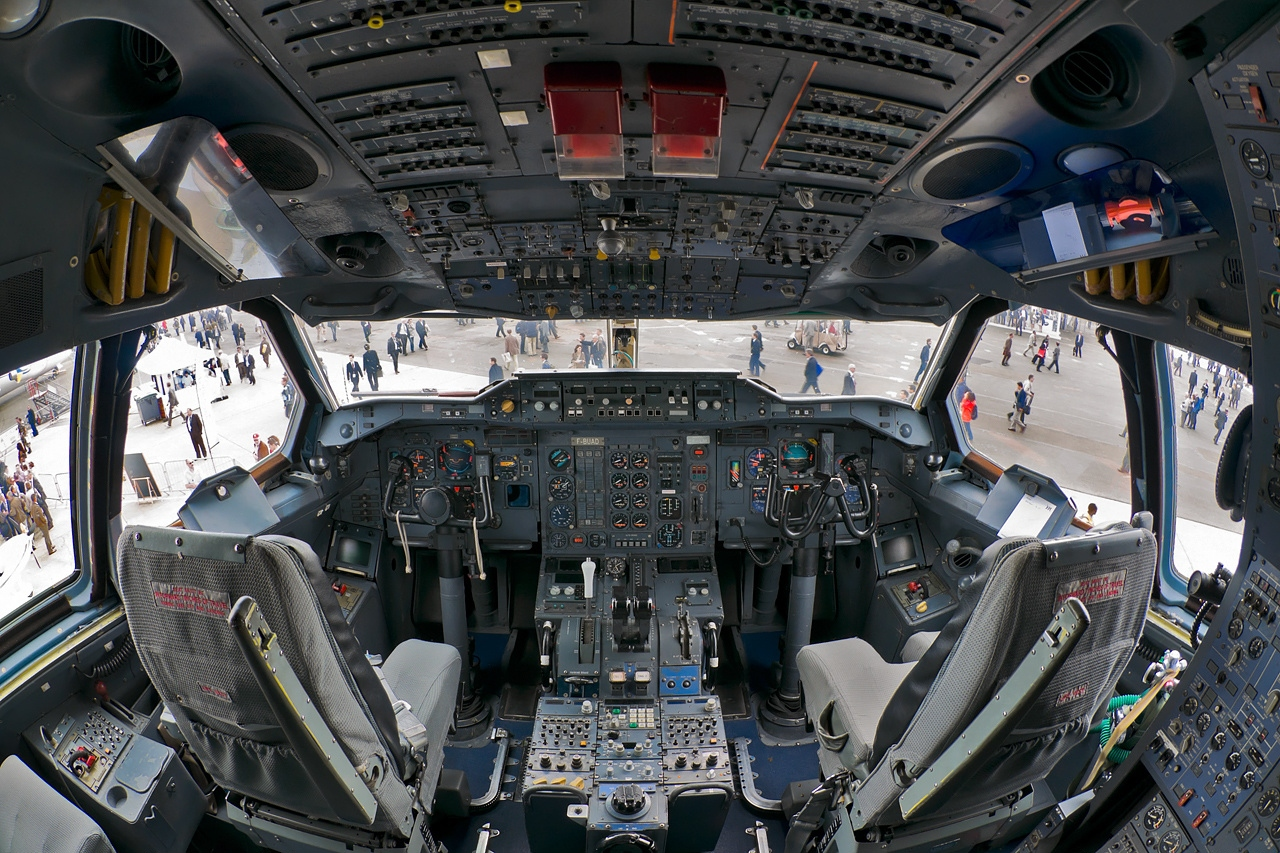
Kokpit Airbusu A300

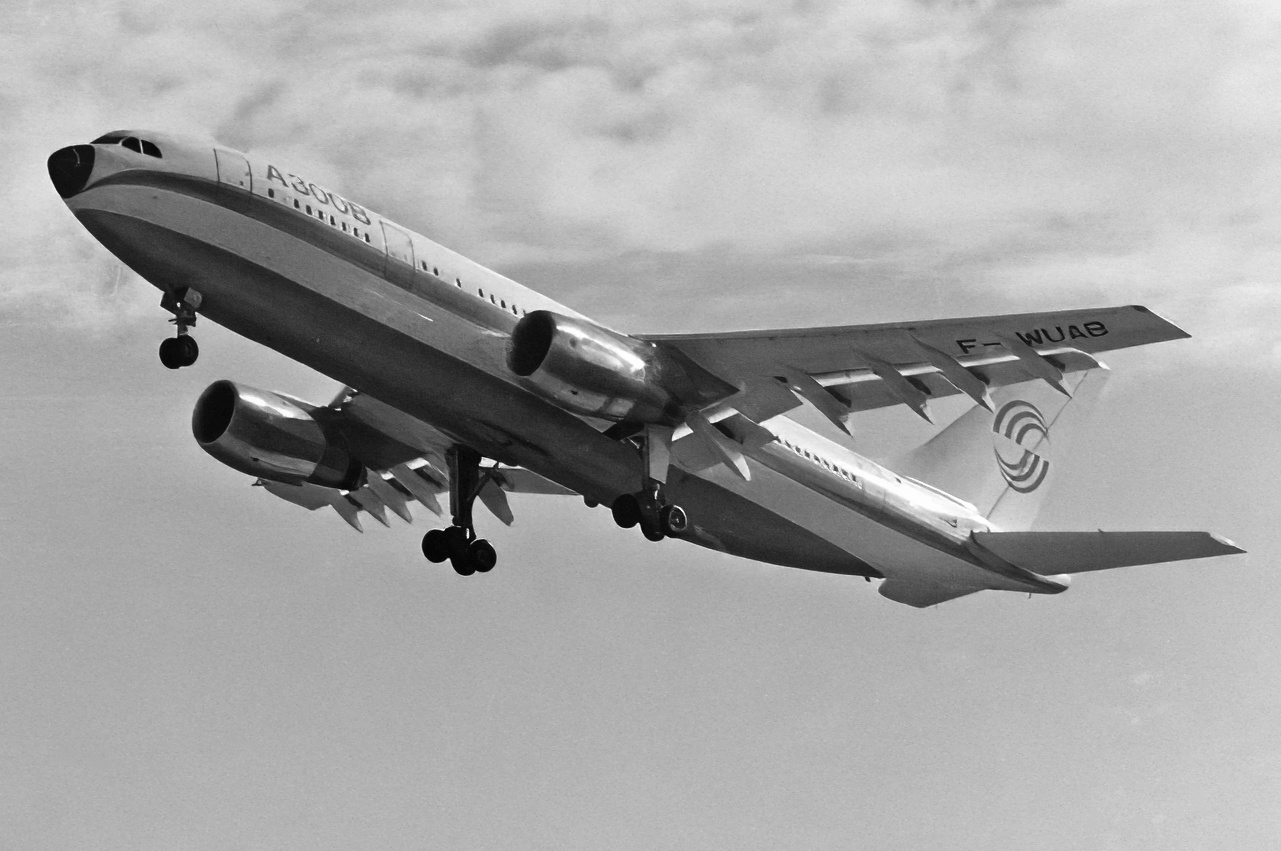
První let stroje A300B 28. října 1972

Prototyp Airbus A300B1 (imatrikulace F-WUAB, později F-OACZ) vzlétl v roce 1972, druhý následoval 5. února 1973. Tyto stroje s celkovou délkou 50,97 m byly poháněny motory General Electric CF6-50A s tahem po 217,8 kN.
Třetí a čtvrtý postavený letoun byly zalétány 28. června (F-WUAD) a 20. listopadu 1973 (F-WUAA) s prodlouženým trupem na 52,03 m. Představovaly již sériové provedení A300B2 a byly určeny k letovým zkouškám a předvádění. Teprve další tři stroje byly určeny pro řadové použití, které koupila Air France. První z nich vzlétl 15. dubna 1974 a 23. května vstoupil do pravidelné dopravy na lince Paříž-Londýn. Byly vybaveny pro 26 osob v první a 225 v ekonomické třídě. Pohon zajišťovala dvojice pohonných jednotek CF6-50C po 226,7 kN a nesly 43 000 l paliva v integrálních nádržích křídla.
Dálková verze A300B4 se stejnými motory a stejnou délkou nesla zásobu paliva 56 600 l a Krügerovy vztlakové klapky na náběžné hraně křídla. V roce 1977 vstoupil Airbus na severoamerický trh pronájmem čtyřech kusů A300B4 letecké společnosti Eastern Airlines. Zahájila s nimi pokusný provoz z letiště Newark a letiště LaGuardia na letiště Miami, Lauderdale, Orlando, Tampa a West Palm Beach.
Délka a kapacita je různá u jednotlivých typů. Kapacita kolísá od 225 cestujících (A300B1) ke 375 cestujícím (A300-600, první let 8. července 1983).
Výroba byla ukončena v červenci roku 2007. Airbus nicméně prohlásil, že bude letadlům A300 poskytovat podporu minimálně do roku 2050.

## Specifikace

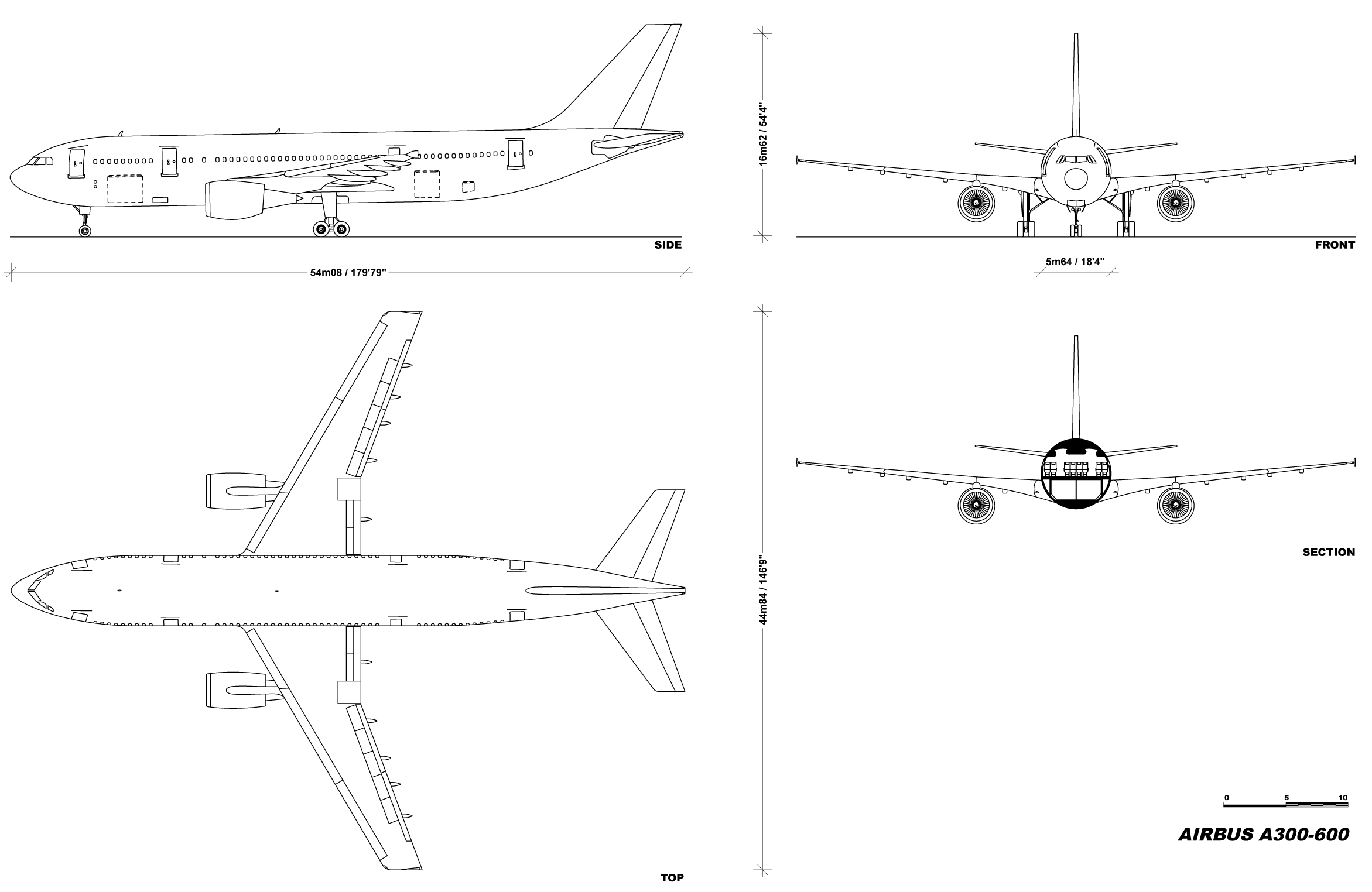
Nákres A300-600

| Model                     | A300B4-200                                                                             | A300-600R                                                                              | A300-600F                                                                              |
| ------------------------- | -------------------------------------------------------------------------------------- | -------------------------------------------------------------------------------------- | -------------------------------------------------------------------------------------- |
| Posádka                   | Tři                                                                                    | Dva                                                                                    | Dva                                                                                    |
| Hlavní paluba             | 281/309Y @ 34/31 in) max 345                                                           | 247 (46F + 201Y)/285Y @ 34 in max 345 (3-3-3 Y)                                        | 540 m³, 43 AYY ULD 9 AMJ/LD7 + 16 AYY                                                  |
| Dolní paluba              | 20 LD3 + bulk                                                                          | 22 LD3 + bulk / 158 m³                                                                 | 22 LD3 + bulk / 158 m³                                                                 |
| Délka                     | 53,61 metre (175,9 ft)                                                                 | 54,08 metre (177,4 ft)                                                                 | 54,08 metre (177,4 ft)                                                                 |
| Výška                     | 16,72 metre (54,9 ft)                                                                  | 16,66 metre (54,7 ft)                                                                  | 16,66 metre (54,7 ft)                                                                  |
| Křídlo                    | 44,84 metre (147,1 ft) rozpět, 260 square metre (2 800 sq ft) area 7.7 štíhlost křídla | 44,84 metre (147,1 ft) rozpět, 260 square metre (2 800 sq ft) area 7.7 štíhlost křídla | 44,84 metre (147,1 ft) rozpět, 260 square metre (2 800 sq ft) area 7.7 štíhlost křídla |
| Šířka                     | kabina 5,287 metre (17,35 ft), trup 5,64 metre (18,5 ft), obvykle 2-4-2Y               | kabina 5,287 metre (17,35 ft), trup 5,64 metre (18,5 ft), obvykle 2-4-2Y               | kabina 5,287 metre (17,35 ft), trup 5,64 metre (18,5 ft), obvykle 2-4-2Y               |
| Přetlakovaný objem        | 542 m³ / 19 140 cu ft                                                                  | 860 m³ / 30 370 cu ft                                                                  |                                                                                        |
| MTOW                      | 165 000 kilogram (363 763 lb)                                                          | 171 700 kilogram (378 534 lb)                                                          | 170 500 kilogram (375 888 lb)                                                          |
| Max. užitečné zatížení    | 37 495 kilogram (82 662 lb)                                                            | 41 374 kilogram (91 214 lb)                                                            | 48 293 kilogram (106 468 lb)                                                           |
| Kapacita paliva           | 48 470 kilogram (106 858 lb)                                                           | 53 505 kilogram (117 958 lb)                                                           | 53 505 kilogram (117 958 lb)                                                           |
| Operační prázdná hmotnost | 88 505 kilogram (195 120 lb)                                                           | 88 626 kilogram (195 387 lb)                                                           | 81 707 kilogram (180 133 lb)                                                           |
| Motory                    | CF6-50C2 nebo JT9D-59A                                                                 | CF6-80C2 nebo PW4158                                                                   | CF6-80C2 nebo PW4158                                                                   |
| Tah při vzletu            | 230 kilonewton (52 000 lbf)                                                            | 249–270 kilonewton (56 000–61 000 lbf)                                                 | 249–270 kilonewton (56 000–61 000 lbf)                                                 |
| Vzlet (MTOW, SL, ISA)     | 2 300 metre (7 500 ft)                                                                 | 2 400 metre (7 900 ft)                                                                 | 2 400 metre (7 900 ft)                                                                 |
| Rychlost                  | Mach 0,78 (516 kn; 956 km/h) FL350 cestovní, Mach 0,82 Mmo                             | Mach 0,78 (516 kn; 956 km/h) FL350 cestovní, Mach 0,82 Mmo                             | Mach 0,78 (516 kn; 956 km/h) FL350 cestovní, Mach 0,82 Mmo                             |
| Dolet                     | 5,375 km / 2,900 nmi                                                                   | 7 500 km / 4 050 nmi                                                                   | 7 500 km / 4 050 nmi                                                                   |

### Motory
| Model       | Rok  | Motory                                |
| ----------- | ---- | ------------------------------------- |
| A300B2-1A   | 1974 | General Electric CF6-50A              |
| A300B2-1C   | 1975 | General Electric CF6-50C              |
| A300B2K-3C  | 1976 | General Electric CF6-50CR             |
| A300B4-2C   | 1976 | General Electric CF6-50C              |
| A300B4-103  | 1979 | General Electric CF6-50C2             |
| A300B4-120  | 1979 | Pratt & Whitney JT9D-59A              |
| A300B2-203  | 1980 | General Electric CF6-50C2             |
| A300B4-203  | 1981 | General Electric CF6-50C2             |
| A300B4-220  | 1981 | Pratt & Whitney JT9D-59A              |
| A300B4-601  | 1988 | General Electric CF6-80C2A1           |
| A300B4-603  | 1988 | General Electric CF6-80C2A3           |
| A300B4-620  | 1983 | Pratt & Whitney JT9D-7R4H1            |
| A300B4-622  | 2003 | Pratt & Whitney PW4158                |
| A300B4-605R | 1988 | General Electric CF6-80C2A5           |
| A300B4-622R | 1991 | Pratt & Whitney PW4158                |
| A300F4-605R | 1994 | General Electric CF6-80C2A5 nebo 2A5F |
| A300F4-622R | 2000 | Pratt & Whitney PW4158                |
| A300C4-605R | 2002 | General Electric CF6-80C2A5           |